# 左沢線統括センター
左沢線統括センター（あてらざわせんとうかつセンター）は、山形県寒河江市の東日本旅客鉄道（JR東日本）左沢線寒河江駅構内に所在する左沢線の運営組織である。東北本部の管轄。2023年6月1日に左沢線営業所を改称して発足。前身の左沢線営業所はJR東日本で最初に設立された営業所であった。

## 所管

### 駅
- 寒河江駅 - 所長所在駅

※ 上記は直営駅（有人駅）のみ記載
- 左沢線：東金井駅 - 左沢駅間

### 乗務員
- 寒河江駅構内に所在
- 乗務範囲（運転士）
  - 左沢線：全線

## 歴史
- 1990年（平成2年）3月10日 - 左沢線営業所が発足[1]。
- 2002年（平成14年）2月16日 - 北山形駅CTCセンターを寒河江駅構内に移転。
- 2023年（令和5年）6月1日 - 左沢線営業所を左沢線統括センターに改称する[2]。